# Sarcostemma hirtellum
Sarcostemma hirtellum là một loài thực vật có hoa trong họ La bố ma. Loài này được (A. Gray) R.W. Holm miêu tả khoa học đầu tiên năm 1950.